# カウカグア

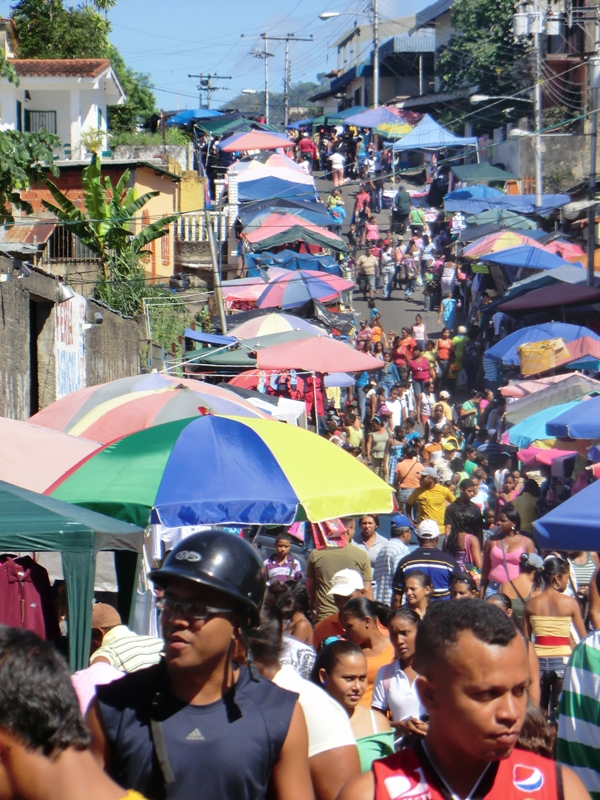
カウカグアの市場

カウカグア (Caucagua)は、ベネズエラのミランダ州アセベド市にある都市で、アセベドの市庁所在地である。行政上はカウカグア区をなす。首都カラカスの東方にある郊外都市である。

## 地理
バルロベント平野の北西部、グランデ川（カウカグア川）の河畔にあたる。

## 歴史
| インディオ           | 134  | 6%   |
| 白人                 | 141  | 6%   |
| ムラート             | 306  | 13%  |
| 黒人                 | 150  | 6%   |
| 黒人とムラートの奴隷 | 1691 | 70%  |
| 計                   | 2422 | 100% |

カウカグアは1690年頃にはバジェデアラグアタ (Valle de Araguata) という名の町（または村）であったが、1752年にカウカグアと改称した。1784年にマリアノ・マルティ司教によってヌエストラ・セニョラ・デル・バジェ・デラ・サンタクルス・デ・カウカグア（カウカグアの聖十字架の谷の聖母マリア）」の名が与えられた。18世紀にカウカグアの周辺には奴隷を使ったカカオ農園が多く、奴隷人口の比率が高かった。そのため、1811年に白人クリオーリョが中心になってベネズエラ独立を宣言したとき、カウカグアを含むバルロベントの奴隷は王党派について反乱を起こした。彼らは1812年に第一次ベネズエラ共和国崩壊をもたらした包囲陣の一翼を形成した。
独立後の19世紀に至ってもカカオ栽培が盛んで、奴隷制度廃止後も大農園経営は崩れなかった。1980年代まで、カウカグアはアセベド郡カウカグア市に属したが、郡の廃止によってアセベド市カウカグア区になった。

## 文化
市内には「聖イノセンテスのバンドスとパランダ」という祭りが毎年の12月27日と28日に開催されており、2023年にこれを保護するためのプログラムがユネスコの無形文化遺産に指定された。